# Saus
Saus és una de les entitats de població que conformen el terme municipal de Saus, Camallera i Llampaies, a la comarca catalana de l'Alt Empordà. Al cens de l'any 2007 tenia 129 habitants.
Fins al 10 de novembre de 2006, Saus era el nom del municipi, que va ser canviat per identificar millor els tres nuclis que l'integren.
El poble de Saus pertanyia, en l'edat mitjana, al Comtat d'Empúries. L'any 1698 formava part com a lloc reial de la batllia de Verges.
L'església del poble és Santa Eugènia de Saus, un temple romànic fortificat situat al cim d'un pujol que domina la xarxa urbana.